# Bloodrock
Bloodrock fue una banda estadounidense de hard rock fundada en Fort Worth, Texas, que tuvo un éxito considerable en los años de 1970 y fue una de las primeras de un número significativo de bandas que emergieron en el escenario musical de los clubes de Fort Worth durante el primer quinquenio de 1970.

## Carrera
Bloodrock, inicialmente se formó en Fort Worth en 1963, bajo el nombre de "The Naturals". Su primera alineación fue: Jim Rutledge (24 de enero de 1947 - ) – batería/voces, Nick Taylor (29 de octubre de 1946 - 10 de marzo de 2010) – guitarra/voces, Ed Grundy (10 de marzo de 1948 - ) – bajo/voces, y Dean Parks – guitarra. Realizaron su primer sencillo en 1965 “Hey Girl” b/w “I Want You”(Rebel MME 1003). Rápidamente cambiaron su nombre a "Crowd + 1" y realizaron tres sencillos adicionales: “Mary Ann Regrets” b/w "Whatcha Tryin’ to Do to Me"(BOX 6604), "Don’t Hold Back" b/w "Try," and "Circles" b/w “Most Peculiar Things.”
En 1967, Parks dejó "Crowd +1" para convertirse en director musical para el show de Sonny & Cher (este fue el principio de una larga carrera como músico de sesión). Él fue reemplazado por Lee Pickens (8 de diciembre de 194? - ) – guitarra. En esta misma época arribó Stevie Hill (Tulsa, OK) – teclados/voces y se unió al grupo. Ellos continuaron como "Crowd + 1" hasta 1969 cuando cambiaron su nombre a Bloodrock.  Grabaron su primer álbum con Terry Knight como productor (Bloodrock (ST-435)). Este álbum, grabado en marzo de 1970 se ubicó en el puesto 160 en lista de 200 de Billboard.
En 1970 Rutledge se movió de los tambores a la voz líder de la banda y Rick Cobb (James Richard Cobb III) tomó las percusiones y contribuyó con las voces. Esta nueva alineación grabó los siguientes cuatro álbumes: Bloodrock 2 (ST-491), Bloodrock 3 (ST-765), Bloodrock USA (SMAS 645), and Bloodrock Live (SVBB-11038).

Bloodrock 2 and D.O.A.
Bloodrock 2 fue su álbum más exitoso, llegando al puesto 21 de la lista de álbum pop de Billboard en 1971, principalmente por el sencillo "DOA", el cual llegó al puesto 36 de la lista de 100 éxitos de Billboard el 6 de marzo de 1971. "DOA" también dio a la banda una imagen importante en sudoeste y sur de Estados Unidos, particularmente en Texas y Sur de California.  "DOA" fue probablemente el sencillo más conocido y recordado de la banda.  La motivación para escribir esta canción fue explicada en 2005 por el guitarrista Lee Pickens: “Cuando yo tenía 17 años, quería ser piloto aviador", contó Pickens. “Estuve a punto de subir al avión con un mi amigo, en este pequeño aeropuerto, y observé cuando él se vino a pique.  Se elevó unos 200 pies en el aire, hizo giros y cayó".  La banda decidió escribir una canción sobre el incidente y la incluyó en su segundo álbum.
Carrera posterior
En 1972, Lee Pickens abandonó la banda para formar "The Lee Pickens Group" y realizar el álbum "LPG" en 1973 con Capitol Records. Jim Rutledge se retiró como músico activo, sin embargo, en 1976 también realizó un álbum en solitario para Capitol Records titulado: "Hooray for Good Times". Rutlege fue reemplazado por Warren Ham a principios de 1972. El siguiente álbum, "Passages" fue el último que visitó las carteleras, llegando al puesto 104 de la lista de 200 de Billboard en 1972.
1973 trajo un nuevo cambio de personal: Rick Cobb dejó los tambores y fue sustituido por Randy Reader. Con esta nueva alineación grabaron un álbum: Whirlwind Tongues (1974).
El final del camino para Bloodrock llegó en 1975. Randy Reader dejó el grupo y un álbum, "Unspoken Words", permaneció sin realizar hasta 2000, cuando fue incluido como parte de un CD Triptych (que también incluyó los álbumes Passage, Whirlwind Tongues y Unspoken Words.  En el tercero de estos últimos tocaron Bill Ham y Matt Betton).

2005 Concierto Reunión
Un concierto reunión en donde participaron cinco de los seis miembros originales (Jim Rutledge, Lee Pickens, Ed Grundy, Nick Taylor, Stevie Hill, y Chris Taylor en el puesto del baterista Rick Cobb III) fue realizado el 12 de marzo de 2005 en Fort Worth, en beneficio de su tecladista Stevie Hill.

## Discografía
Álbumes de estudio
| Año  | Título            | Formato | Sello           |
| ---- | ----------------- | ------- | --------------- |
| 1970 | Bloodrock         | 12" LP  | Capitol Records |
| 1971 | Bloodrock 2       | 12" LP  | Capitol Records |
| 1971 | Bloodrock 3       | 12" LP  | Capitol Records |
| 1972 | Bloodrock U.S.A.  | 12" LP  | Capitol Records |
| 1972 | Passage           | 12" LP  | Capitol Records |
| 1974 | Whirlwind Tongues | 12" LP  | Capitol Records |

Álbumes en vivo
| Año  | Título                                                   | Formato  | Sello            |
| ---- | -------------------------------------------------------- | -------- | ---------------- |
| 1972 | Bloodrock Live                                           | 2 12" LP | Capitol Records  |
| 2007 | Another Amazing Adventure: The Bloodrock Reunion Concert | CD       | Private Pressing |

Álbumes copilatorios
| Año  | Título                                                 | Formato | Sello           |
| ---- | ------------------------------------------------------ | ------- | --------------- |
| 1975 | Bloodrock 'n' Roll                                     | 12" LP  | Capitol Records |
| 1976 | Bloodrock - Hitroad                                    | 12" LP  | Sound Superb    |
| 2000 | Triptych (Passage, Whirlwind Tongues & Unspoken Words) | 2 CD    | One Way Records |
| 2007 | Two Originals - Passage& Whirlwind Tongues             | CD      | Mason           |